# 成王陵
成王陵中国西周第二代王周成王陵墓，周成王死后葬于周原（西安市长安区北原上）。周公制礼作乐。成王七年，营东都洛阳（今河南洛阳西）。
周成王陵在今咸阳市周陵镇陵照村南。清朝乾隆年间，陕西巡抚毕沅为全省古墓立碑。现代考古学者认为，毕沅为立碑的周文王陵实为秦惠文王陵，周武王陵实为秦悼武王陵，周成王陵应为汉孝平王皇后陵，周康王陵应为汉孝元皇后陵，周共王陵应为汉成帝妃子班婕妤陵。